# Leithaprodersdorf
Leithaprodersdorf (węg. Lajtapordány, burg.-chor. Lajtaproderštof) – gmina w Austrii, w kraju związkowym Burgenland, w powiecie Eisenstadt-Umgebung. Liczy 1,17 tys. mieszkańców (1 stycznia 2014).